# David Ansen
David Ansen este un critic de film american. A fost redactor senior al revistei Newsweek, unde a lucrat pe post de critic de film din 1977 până în 2008 și, ulterior, a fost critic independent pentru diferite reviste. Înainte de a scrie pentru Newsweek, a ocupat funcția de critic de film șef al săptămânalului The Real Paper din Boston. Ansen a apărut în documentarul This Film Is Not Yet Rated.
Ansen a scris scenariile mai multor filme documentare de televiziune: despre Greta Garbo (pentru TNT), Groucho Marx (HBO), Elizabeth Taylor (PBS) și Bette Davis (All About Bette, câștigător al premiului Ace, pentru TNT). A făcut parte din comitetul de selecție al Festivalului de Film de la New York din 1990 până în 1998.
În perioada 2010-2014 a fost director artistic al Festivalului de Film de la Los Angeles. În 2015 Ansen a fost numit director de programe al Festivalului Internațional de Film de la Palm Springs.

## Premii și afilieri
Ansen este sau a fost membru al Cercului Criticilor de Film din New York (New York Film Critics Circle), al Societății Naționale a Criticilor de Film (National Society of Film Critics) și al Asociației Criticilor de Film din Los Angeles (Los Angeles Film Critics Association) și a câștigat de trei ori premiul Page One al sindicatului jurnaliștilor Newspaper Guild din New York.